# ドレッドノート (装甲艦)
ドレッドノート（HMS Dreadnought）は、イギリス海軍の砲塔装甲艦。その名を持つ艦としては5隻目。

## 艦歴
当初はフューリー（Fury）の艦名で1870年に起工する。オリジナル設計案から装甲が強化され、速度の向上も図られた。艦はドレッドノートに改名され、1872年にペンブルック造船所で改めて起工、1875年3月に進水、1879年にポーツマスで竣工した。
ドレッドノートは4門の砲を2門ずつ2基の砲塔に搭載し、重装甲および低い艦舷を持ち、帆索具は装備していなかった。副砲は小口径であったが、その経歴において様々に変更された。
竣工後ドレッドノートは1884年まで予備役に置かれ、その後地中海での任務を命じられた。
ドレッドノートは1897年から1899年にかけて部分的に近代化が行われ、1900年から1901年にかけて二級戦艦として英国艦隊の活動に従事した。1902年からは補給艦として運用された。1905年に退役し、1908年7月にスクラップとして売却された。